# Klíč k určování rusalek
Klíč k určování rusalek neboli Úvod do naiadologie (estonsky Eesti näkiliste välimääraja) je parodická kniha estonského spisovatele Enn Vetemaa z roku 1983.
Kniha formou populárně naučné vědecké publikace (určovacího klíče) popisuje a třídí rusalky stejným způsobem jako biologické druhy, přičemž vychází z lidových pověstí i známých uměleckých děl. Autorův přístup je ve své vědeckosti a malebném humoru podobný dílům českých cimrmanologů. 
Základní rozdělení rusalek do čeledí je provedeno podle vábicích póz:
- Hřivnatkovité
- Čochnicovité
- Střapunovité
- Holoprsatkovité
- Rámusilkovité

Pak následuje dělení na rody a druhy, doplněné návody pro pozorovatele a příklady z literatury.
V češtině kniha vyšla v roce 1987 v překladu Vladimíra Macury s  ilustracemi Jiřího Slívy. Kniha je dokreslena všemi atributy vědecké publikace, včetně bibliografie a resumé v několika jazycích (česky, rusky, francouzsky a v ostravském dialektu).